# Paul Michel (Germanist)

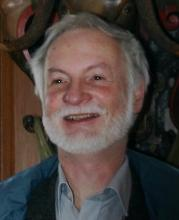
Paul Michel (2007)

Paul Michel (* 19. März 1947 in Zürich) ist emeritierter Professor für ältere Deutsche Literatur an der Universität Zürich und ein führender Vertreter der Enzyklopädiekritik.

## Leben
Paul Michel studierte in Zürich und Münster Germanistik und Kunstgeschichte. 1976 promovierte er bei Max Wehrli mit einer Arbeit über die Ästhetik des Hässlichen im Mittelalter. Von 1973 bis 1979 war er Assistent von Alois Maria Haas am Deutsches Seminar der Universität Zürich, von 1981 bis 1985 ebendort Oberassistent. 1986 habilitierte er sich in Zürich. In den Jahren 1985 bis 1989 war er Hauptlehrer für das Fach Deutsch an der Kantonsschule Zürcher Unterland in Bülach. Im Anschluss wurde er per Wintersemester 1989/90 zum Extraordinarius für das Fachgebiet „Deutsche Literatur bis 1700“ an die Universität Zürich berufen. Auf das Wintersemester 1999/2000 wurde er zum Ordinarius befördert, Ende Sommersemester 2007 wurde er auf eigenen Wunsch frühzeitig emeritiert.

## Leistungen
Paul Michel leitete zusammen mit Hans Weder von 1995 bis 1999 ein Nationalfondsprojekt zur Geschichte der Exegese und Hermeneutik. Von 2002 bis 2006 leitete er zusammen mit Madeleine Herren-Oesch ein von der Gebert Rüf Stiftung gefördertes Projekt zum Thema „Allgemeinwissen und Gesellschaft. Enzyklopädien als Indikatoren für Veränderungen der gesellschaftlichen Bedeutung von Wissen, Bildung und Information“. Im Zusammenhang mit diesem Projekt publizierte Paul Michel diverse Aufsätze zum Thema Enzyklopädiekritik, unter anderem solche mit Bezug auf das Internet als Wissensspeicher. Zudem ist Paul Michel seit 1990 Präsident der Schweizerischen Gesellschaft für Symbolforschung.
Seine Dissertation thematisiert unter dem Titel „Formosa deformitas“ die Ästhetik des Hässlichen im Mittelalter. Seine Habilitationsschrift beschäftigt sich mit den formalen und funktionalen Zusammenhängen von Metapher, Gleichnis, Allegorie und Allegorese, weshalb sie den Titel „Alieniloquium“ trägt – nach einem Zitat von Isidor von Sevilla (etym I, xxxvii, 21f.): „Allegoria est alieniloquium. Aliud enim sonat, et aliud intellegitur“ (deutsch: „Allegorie meint ein Anders-Sprechen. Dieses sagt etwas, und etwas anderes wird verstanden“).

## Publikationen

### Monografien
- Formosa deformitas. Bewältigungsformen des Häßlichen in mittelalterlicher Literatur. Dissertation, Universität Zürich. Bouvier, Bonn 1976 (Studien zur Germanistik, Anglistik und Komparatistik 57).
- Tiere als Symbol und Ornament. Möglichkeiten und Grenzen der ikonographischen Deutung, gezeigt am Beispiel des Zürcher Großmünsterkreuzgangs. Reichert, Wiesbaden 1979, ISBN 978-3-88226-062-5.
- Alieniloquium. Elemente einer Grammatik der Bildrede. Habilitationsschrift, Universität Zürich. Peter Lang, Bern, Frankfurt, New York 1987 (Zürcher germanistische Studien 3).
- mit Alexander Schwarz, Angelika Linke, Gerhild Scholz Williams: Alte Texte lesen. Textlinguistische Zugänge zur älteren deutschen Literatur. Haupt, Bern 1988.
- Physikotheologie – Ursprünge, Leistung und Niedergang einer Denkform. (= Neujahrsblatt auf das Jahr 2008, hg. von der Gelehrten Gesellschaft in Zürich), Zürich 2008. (online einsehbar auf: www.symbolforschung.ch/files/pdf/Michel_Physikotheologie.pdf (PDF; 756 kB))

### Herausgeberschaft
- mit Hans Weder: Sinnvermittlung. Studien zur Geschichte von Exegese und Hermeneutik I. Pano, Zürich 2000.
- mit Madeleine Herren: Allgemeinwissen und Gesellschaft. Akten des internationalen Kongresses über Wissenstransfer und enzyklopädische Ordnungssysteme. Shaker Verlag, Aachen 2007 (online einsehbar auf: www.enzyklopaedie.ch/kongress/publikation.htm)
- mit Regula Forster: Significatio. Studien zur Geschichte von Exegese und Hermeneutik II. Pano, Zürich 2007.

### Aufsätze (online)
- Paul Michel (1998): Riesig und einäugig. Was ist das für ein Buch? Alle brauchen es. Niemand liest es. Das Fragezeichen kommt darin nie vor. ? Lösung: Eine Enzyklopädie. In: Uni Magazin. Die Zeitschrift der Universität Zürich 4/98. Abgerufen am 25. August 2007
- Paul Michel (2002): Ordnungen des Wissens. Darbietungsweisen des Materials in Enzyklopädien, in: Populäre Enzyklopädien. Von der Auswahl, Ordnung und Vermittlung des Wissens. hg. Ingrid Tomkowiak, Zürich: Chronos Verlag, S. 35–83.
- Paul Michel (2004): Nihil scire felicissima vita. Wissens- und Enzyklopädiekritik in der Vormoderne. in: Theo Stammen und Wolfgang E. J. Weber (Hrsg.): Wissenssicherung, Wissenordnung und Wissensverarbeitung. Das europäische Modell der Enzyklopädien. Berlin: Akademie-Verlag (Colloquia Augustana, Band 18), S. 247–289. Gekürzte Web-Fassung auf der Homepage des Zürcher Enzyklopädie-Projekts (PDF-Datei; 116 kB)
- Paul Michel und Madeleine Herren (2006): Unvorgreifliche Gedanken zu einer Theorie des Enzyklopädischen – Enzyklopädien als Indikatoren für Veränderungen bei der Organisation und der gesellschaftlichen Bedeutung von Wissen. in: Paul Michel und Madeleine Herren (Hrsg.): Allgemeinwissen und Gesellschaft. Akten des internationalen Kongresses über Wissenstransfer und enzyklopädische Ordnungssysteme, vom 18. bis 21. September 2003 in Prangins. (Im Druck; online erhältlich auf: www.enzyklopaedie.ch/kongress/aufsaetze/vorwort.pdf) (PDF-Datei; 6,31 MB)
- Tobias Zimmermann, Viviane Kappes und Paul Michel (2006): Informationsbeurteilungsfähigkeit – Eine Pilotstudie an Zürcher Gymnasien. MedienPädagogik, 6, 2, online auf: https://www.medienpaed.com/Documents/medienpaed/12/zimmermann_michel05-2.pdf (PDF-Datei; 746 kB)
- Tobias Zimmermann, Paul Michel und Viviane Kappes (2006): Schulen am Netz – und jetzt? Wie Gymnasiasten mit den neuen Medien Informationen finden und bewerten können. in: Paul Michel und Madeleine Herren (Hrsg.): Allgemeinwissen und Gesellschaft. Akten des internationalen Kongresses über Wissenstransfer und enzyklopädische Ordnungssysteme, vom 18. bis 21. September 2003 in Prangins. (im Druck; online erhältlich unter: www.enzyklopaedie.ch/kongress/aufsaetze/zimmermann.pdf (PDF-Datei; 1,52 MB))

## Nachweise
1. ↑  Lebenslauf Paul Michel. In: Deutsches Seminar der Universität Zürich. Abgerufen am 11. November 2023.

| Personendaten    | Personendaten                           |
| ---------------- | --------------------------------------- |
| NAME             | Michel, Paul                            |
| KURZBESCHREIBUNG | Schweizer Germanist und Hochschullehrer |
| GEBURTSDATUM     | 19. März 1947                           |
| GEBURTSORT       | Zürich                                  |